# Божою
Божою (рум. Bojoiu) — село у повіті Долж в Румунії. Входить до складу комуни Робенешть.
Село розташоване на відстані 164 км на захід від Бухареста, 17 км на схід від Крайови.

## Населення
За даними перепису населення 2002 року у селі проживали 254 особи, усі — румуни. Усі жителі села рідною мовою назвали румунську.